# Emilio Kovačić
Emilio Kovačić es un exjugador de baloncesto croata nacido el 11 de enero de 1968, en Zadar, RFS Yugoslavia. Con 2,08 m de estatura, jugaba en la posición de pívot.

## Equipos
- 1983-1987: KK Zadar
- 1987-1990: Universidad de Arizona State
- 1990-1993: KK Zadar
- 1993-1994: Cibona Zagreb
- 1994-1997: Zrinjevac Zagreb
- 1997-1999: KK Zadar
- 1999-2001: Olimpia Ljubljana
- 2001-2003: Fortitudo Bologna
- 2003-2004: KK Zadar